# Valickas
Valickas ist ein litauischer männlicher Familienname.

## Weibliche Formen
- Valickaitė (ledig)
- Valickienė (verheiratet)

## Namensträger
- Gintautas Valickas,  Rechtspsychologe, Professor
- Valerijonas Valickas, Leiter des Zollamts Litauen